# Alfred Skene (1815)
Alfred Skene (15. května 1815 Verviers – 14. května 1887 Vídeň) byl rakouský šlechtic, průmyslník a politik, v 60.–80. letech 19. století poslanec rakouské říšské rady, dále také poslanec moravského zemského sněmu a v letech 1864–1866 působil rovněž jako starosta Brna.

## Rodina
Narodil se ve Verviers ve Spojeném Nizozemsku. Pocházel z původně skotské šlechtické rodiny (klanu), která v revolučním roce 1830 přesídlila z odtrženecké Belgie do Rakouského císařství, kde se usadila především na jižní Moravě. Otec Philipp William Skene byl továrníkem. Rodina se hlásila k augšpurskému vyznání.
S manželkou Františkou von Rosenbaum měl tři děti, z nichž Alfred Skene II. se stal zemským a říšským poslancem a Gabriela byla provdána za česko-rakouského úředníka Valentina Widmanna. Zemským poslancem byl i stejnojmenný vnuk Alfred Skene III. Bratři Karl a August byli sňatky spojeni s brněnskou podnikatelskou rodinou Schoellerů.

## Podnikání
Vzdělání získal v Schnepfenthalu u německé Gothy. V letech 1831–1846 sloužil v rakouské armádě, kde dosáhl hodnosti nadporučíka. V roce 1846 však vojenskou kariéru opustil a převzal otcovy majetky. V roce 1847 založil v moravských Alexovicích na místě Holubovy papírny novou mechanickou přádelnu, která vyráběla oděvy pro armádu ale i módní zboží na export. V roce 1855 (po smrti bratra Karla) přesídlil do Brna a roku 1859 spoluzaložil s bratrem Augustem firmu Bratři Skene (Gebrüder Skene), v roce 1866 přenesl své podnikatelské aktivity do Vídně. Nedaleko Arsenálu vybudoval v roce 1870 velkou továrnu, která vyráběla vše potřebné pro vybavení vojska mimo zbraní, a která byla provázána s brněnským a alexovickým podnikem. Založil cukrovary v Doloplazech (1851, s bratrem Augustem), Přerově (1859) a Lipníku (1867). Jeho podniky měly více než 4000 zaměstnanců. Většinu majetku zdědil syn Adolf, druhorozenému Ludvíkovi připadla továrna v Alexovicích.
Byl aktivní veřejně i politicky. Od roku 1858 byl místopředsedou brněnské obchodní a živnostenské komory a od roku 1875 byl předsedou Dolnorakouského celního spolku.

## Politika
V letech 1861 až 1866 byl členem brněnského obecního výboru a v letech 1864–1866 byl starostou města. Ve funkci inicioval demolici brněnských hradeb. Coby starosta pokračoval v pracích na regulačním plánu Brna, zahájil reformy chudinské správy a zasadil se o výstavbu nových školních budov. V Brně zdědil palác v dnešní Hybešově ulici, nedaleko své brněnské továrny. Jeho jméno nesla současná brněnská Nádražní ulice, o jejíž vybudování se v rámci bourání městského opevnění zasloužil. Angažoval se v otázkách Zemské nemocnice, Františkova musea, Dobročinného mužského spolku nebo Moravskoslezské hospodářské společnosti. Byl velkým kritikem poměrů v rakouské armádě.
V letech 1861–1872 byl poslancem moravského zemského sněmu.
V 60. letech 19. století se zapojil i do celostátní politiky. V roce 1861 získal mandát na Říšské radě za kurii obchodních a živnostenských komor na Moravě, obvod Brno. Za týž obvod byl zvolen i v roce 1867 a roku 1870. Do vídeňského parlamentu se vrátil v doplňovacích volbách roku 1875, nyní za kurii obchodních a živnostenských komor v Dolních Rakousích, obvod Vídeň. Slib složil 21. října 1875, rezignace oznámena dopisem 29. ledna 1879. Již krátce potom, v řádných volbách do Říšské rady roku 1879 se do parlamentu vrátil, nyní za městskou kurii, obvod Nový Jičín, Štramberk atd. Mandát obhájil ve volbách do Říšské rady roku 1885 za týž obvod. Rezignace oznámena na schůzi 7. května 1886. Nahradil ho Josef Habermann.
Politicky se řadil k německým liberálům a centralistům a zasedal v klubu Sjednocené německé levice. Později se ale od této skupiny oddělil, vystupoval jako odpůrce rakousko-uherského vyrovnání. V roce 1876 utvořil Stranu nezávislých (Partei der Unabhängigen). Podporoval ochranářskou celní politiku. V říjnu 1879 je zmiňován na Říšské radě coby člen mladoněmeckého Klubu sjednocené Pokrokové strany (Club der vereinigten Fortschrittspartei).
Roku 1860 byl vyznamenán řádem Františka Josefa, roku 1874 byl povýšen do šlechtického stavu (skotský šlechtický titul byl rodině v Rakousku uznán až roku 1889).

## Galerie

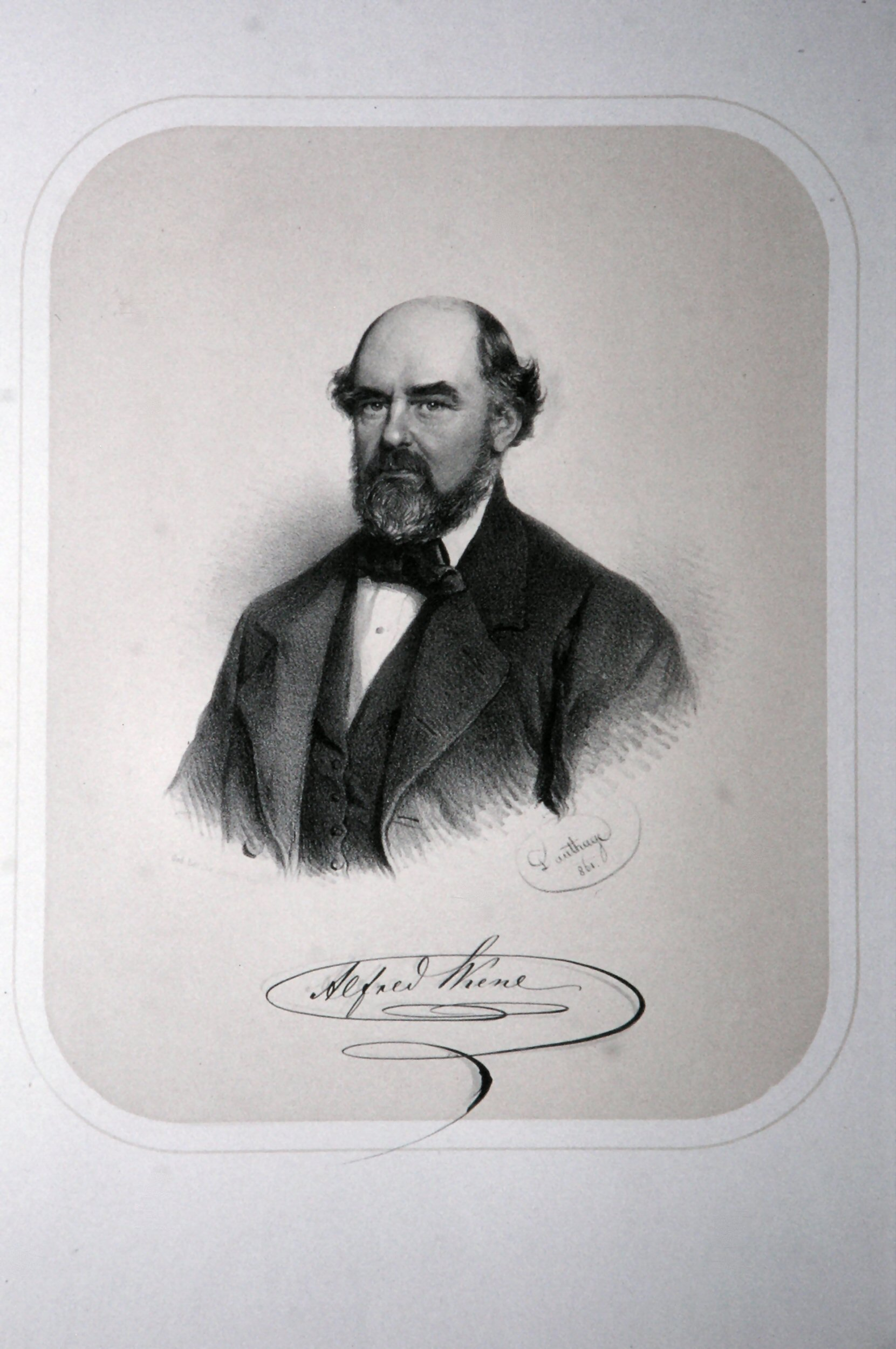
Litografie Alfreda Skeneho (Adolf Dauthage, Vídeň, kolem 1870)
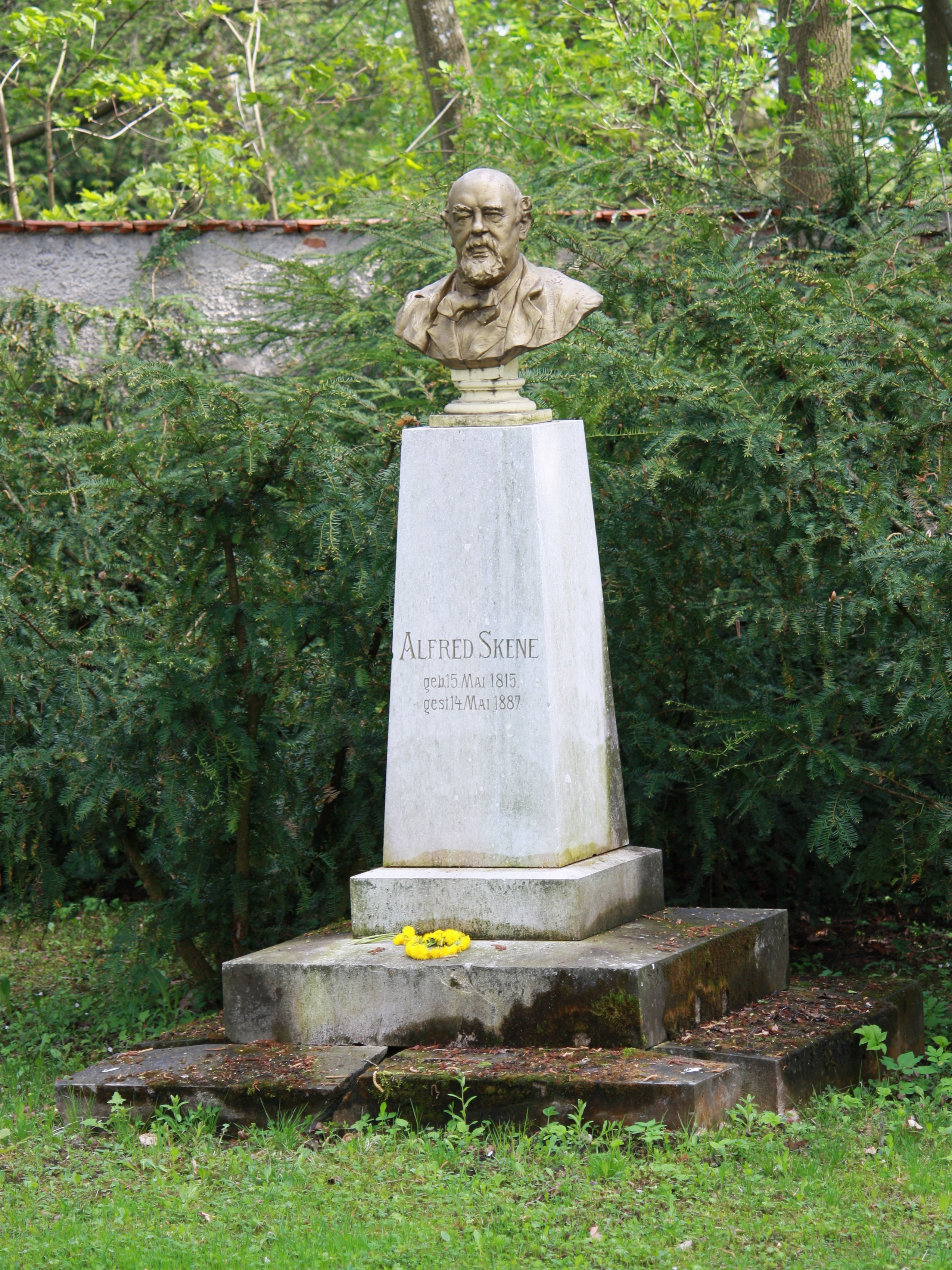
Pomník s bustou Alfreda Skeneho v areálu zámku v Mitrově